# Fuchs-kastély
A Fuchs-kastély egy egykori villaépület Budapest XVII. kerületében, mely ma a Fővárosi Szabó Ervin Könyvtár Rákoskeresztúri könyvtárának ad otthont.

## Története
Az 1890-es években épült a gazdag rákoskeresztúri kereskedő, Fuchs Ignác megbízásából, saját családja részére. Az épület azonnal helyi nevezetesség lett, a XX. század fordulóján nyomtatott rákoskeresztúri képeslapokon is rendszeresen szerepelt. Az izraelita vallású család házát a második világháború alatt elkobozták, körülötte alakították ki a környékbeli zsidóknak a helyi gettót, a végén pedig nyilasházként funkcionált. A következő rendszerben is állami tulajdonban maradt, állaga lassan leromlott, díszességét a korszellemnek megfelelően lecsupaszították. Egykori kertjét fokozatosan felszabdalták, az idők során több irodaház is épült benne, vagy köré, amik ma kivétel nélkül állami intézményeknek adnak otthont: a kerületi mentőállomás (és orvosi ügyelet) mellett a Nemzeti Adó- és Vámhivatal, illetve a Kormányablak helyi kirendeltségei, valamint a kerületi városháza épületei, ezek dolgozói parkolója, és még néhány üzlet is a Pesti út mentén.
A 2000-es évekre roppant elhanyagolttá vált épületet 2005-2006-ban felújították és 2006 júniusában megnyitott benne a Fővárosi Szabó Ervin Könyvtár rákoskeresztúri tagkönyvtára a földszinten, az emeleten pedig a Civil Szervezetek Háza. Ma már az épület egészét a könyvtár használja.
A kertjének még megmaradt részét 2010-ben, a Fő tér kialakításakor közparkosították, a Pesti út és a vele párhuzamos Egészségház utca között átjárót nyitva rajta keresztül. Ennek a keretében 2011-ben a Városházához kapcsoltan egy, a kastélykert felé épült bővítés révén egy étterem is helyet kapott itt.